# Station Lisewo Wąskotorowe
Station Lisewo Wąskotorowe is een spoorwegstation in de Poolse plaats Lisewo Malborskie.